# Volume Up
Volume Up (с англ. — «Прибавь звук») — третий мини-альбом южнокорейской гёрл-группы 4minute. Альбом был выпущен лэйблом Cube Entertainment 9 апреля 2012 года с одноимённым заглавныйм синглом.

## Релиз
4minute первоначально запланировали их выпуск альбома на февраль 2012 года; однако эта дата впоследствии несколько раз откладывалась. Volume Up был наконец выпущен и официально раскрыт 9 апреля 2012 года. Премьера видеоклипа на песню состоялась в тот же день.

## Промоушен
Группа продвигала заглавный трек «Volume Up» (а также трек «Dream Racer») на нескольких музыкальных шоу. С 12 по 15 апреля 2012 года они выступали на сцене музыкальных шоу, в том числе M! Countdown, Music Bank, Show! Music Core  и Inkigayo.

## Музыкальное видео
Декорации из музыкального видео для «Volume Up», как сообщается, стоил $132,538, что делает его девятым самым дорогим музыкальным видео K-pop. Это видео имеет готический стиль, напоминающий замок темного века. Он состоит из нескольких плотно отредактированных снимков группы, иногда с танцорами, а иногда с животными на заднем плане, в сочетании с кадрами зловещей архитектуры интерьера. Это музыкальное видео было выпущено 9 апреля 2012 года. This music video was released on April 9, 2012.

## Трек-лист
| №  | Название           | Текст песни                               | Музыка                      | Длительность |
| -- | ------------------ | ----------------------------------------- | --------------------------- | ------------ |
| 1. | «Get on the Floor» | Kim Dong-yeol, Im Sang-hyuk               | Kim Dong-yeol, Im Sang-hyuk | 1:45         |
| 2. | «Volume Up»        | Shinsadong Tiger, Rado                    | Shinsadong Tiger, Rado      | 3:50         |
| 3. | «I'm OK»           | Rado                                      | Rado                        | 3:26         |
| 4. | «Say My Name»      | Seo Yong-bae, Seo Jae-woo                 | Seo Yong-bae, Seo Jae-woo   | 3:16         |
| 5. | «Femme Fatale»     | M (Lee Min-woo), David Kim (Day Day)      | Kim Do-hyun                 | 3:29         |
| 6. | «Dream Racer»      | THE KOXX                                  | THE KOXX                    | 3:31         |
| 7. | «Black Cat»        | Chang Jun-ho, Min Yeon-jae, Gong Hyun-sik | Chang Jun-ho, Gong Hyun-sik | 3:15         |

## Чарты
| Чарты                    | Пиковые позиции |
| ------------------------ | --------------- |
| Gaon Weekly album chart  | 1               |
| Gaon Monthly album chart | 4               |
| Gaon Yearly album chart  | 30              |

### Продажи
| Поставщик (2012)    | Сумма  |
| ------------------- | ------ |
| Gaon physical sales | 57,294 |